# لمفومات الخلايا البائية في المنطقة الهامشية
لمفومات الخلايا البائية في المنطقة الهامشية (بالإنجليزية: Marginal zone B-cell lymphomas)‏، وتُعرف أيضًا بلمفومات المنطقة الهامشية (إم زد إل إس)، مجموعة متغايرة من اللمفومات المشتقة من التحول الخبيث للخلايا البائية المتوضعة في المنطقة الهامشية. تمثل الخلايا البائية في المنطقة الهامشية خلايا لمفاويةً فطريةً تعمل عادةً على رفع الاستجابة المناعية الضدية المعتمدة على الغلوبيولين المناعي إم لمولدات الضد التي تقدمها العوامل المعدية والأنسجة المتضررة.
تنتمي هذه الخلايا إلى اللمفاويات البائية التي تنشأ من الجريبات اللمفية الثانوية وتنضج فيها، ثم تنتقل إلى المنطقة الهامشية من النسيج اللمفي المرتبط بالمخاطية (أي «مالت») والطحال والعقد اللمفاوية. يُعد نسيج «مالت» نظامًا منتشرًا من تجمعات صغيرة من النسيج اللمفاوي الموجود في العديد من المواقع الغشائية تحت المخاطية في الجسم مثل السبيل المعدي المعوي والفم والجوف الأنفي والبلعوم والغدة الدرقية والثدي والرئة والغدد اللعابية والعينين والجلد والطحال البشري.
في عام 2016، صنفت منظمة الصحة العالمية لمفومات المنطقة الهامشية إلى ثلاثة أنماط مختلفة:
- لمفومات المنطقة الهامشية خارج العقدية (إي إم زد إل): لمفومات تتطور في المنطقة الهامشية في النسيج خارج العقدي، وأغلبها في النسج اللمفية المرتبطة بالمخاطيات، وتُسمى غالبًا «لمفومات المنطقة الهامشية للنسيج اللمفاوي المرتبط بالمخاطيات»، أو ببساطة لمفومات «مالت».
- لمفومات المنطقة الهامشية الطحالية (إس إم زد إل): لمفومات المنطقة الهامشية التي يقتصر نموها بدئيًا على الطحال ونخاع العظم والدم.
- لمفومات المنطقة الهامشية العقدية (إن إم زد إل): لمفومات المنطقة الهامشية التي يقتصر نموها بدئيًا على العقد اللمفية ونخاع العظم والدم.

تحتوي جميع هذه الأنماط على خلايا لمفاوية بائية خبيثة، لكنها تختلف في النسج التي تصيبها وفسيولوجيتها المرضية وتظاهراتها السريرية وإنذارها وعلاجها.
تمثل لمفومات المنطقة لهامشية 5-17% من جميع حالات لمفوما لا هودجكن، وتبلغ نسبة الأشكال خارج العقدية والطحالية والعقدية 50-70% و ~20% و ~10% على الترتيب من جميع هذه اللمفومات.
تصيب هذه الأنماط الثلاثة غالبًا المتقدمين في السن (65-68 عامًا)، وهي أمراض بطيئة النمو يمكن علاج المصابين بها من غير العرضيين باتباع إستراتيجية الانتظار اليقظ، لكن الشكل العقدي يحمل نتائج أسوأ نوعًا ما على المدى البعيد من النمطين الآخرين. قد يتطور أي نمط من لمفومات المنطقة الهامشية -وخاصةً لمفوما الخلايا البائية الكبيرة المنتشرة- إلى لمفومات أكثر غزوًا في حالات نادرة جدًا.
تترافق لمفومات المنطقة الهامشية في حالات عديدة مع تحريض مستمر للجهاز المناعي نتيجة الالتهاب المزمن المرافق للعدوى أو الأمراض المناعية الذاتية المصاحبة لها، وهذه إحدى خصائصها المميزة. تترافق الحالات المرضية من هذه اللمفومات مع بعض العوامل الممرضة المعدية، وبذلك يمكن الشفاء منها بعلاج العامل الممرض المسبب أو المرافق لها.

## لمفوما المنطقة الهامشية خارج العقدية
تمثل لمفوما المنطقة الهامشية خارج العقدية إحدى أشكال لمفومات المنطقة الهامشية التي ترتشح فيها الخلايا اللمفاوية البائية الخبيثة بدايةً في النسيج اللمفاوي المرتبط بمخاطية المعدة (50-70% من جميع الحالات) أو المريء والأمعاء الدقيقة والغليظة والمستقيم والملتحمة العينية والممر الأنفي والبلعوم والقصبة الرئوية والفرج والمهبل والجلد والثدي والغدة التيموسية والسحايا (الأغشية السحائية) التي تغلف الدماغ والحبل الشوكي أو أعضاء أخرى، وهي حالات أقل شيوعًا.
يٌقسم هذا الشكل إلى أنماط فرعية عديدة بناءً على العضو المصاب، ومثالها لمفوما المنطقة الهامشية خارج العقدية البدئية المعدية عند إصابة المعدة، وبصرف النظر عن المجموعة الفرعية، تتشابه هذه اللمفومات في الفسيولوجيا المرضية (أي العملية الفسيولوجية المضطربة المسببة للمرض) والتشريح المرضي (أي الميزات المجهرية للنسج المرضية)، لكنها تختلف في التظاهر السريري والترقي المرضي والشدة والعلاج والعوامل المحرضة. تصف الفقرة التالية الميزات الفسيولوجية المرافقة للأنماط الفرعية للمفومات المنطقة الهامشية خارج العقدية.

### الفسيولوجيا المرضية
يبدو أن هناك عوامل عديدة تشترك في تطور لمفوما المنطقة الهامشية خارج العقدية، وفي حالات قليلة، يزداد وقوع المرض لدى ذوي القصة العائلية للأمراض الدموية (خاصةً ابيضاضات الدم) أو أدواء المناعة الذاتية المتنوعة مثل متلازمة جوغرن والذئبة الحمامية الجهازية.
قد تكمن الجينات الموروثة مع العوامل البيئية وعوامل أخرى غير معروفة وراء ارتفاع خطر الإصابة بهذه اللمفومات. يمثل الالتهاب المزمن عاملًا أساسيًا آخر في بدء العديد من الحالات، وهو ينجم عن عدوى مزمنة أو تفاعل مناعي. يحرض الالتهاب المزمن الخلايا البائية على تغيير موضع السلسلة الثقيلة للغلوبيولين المناعي، وبالتالي تشفر مستقبلاتها التي تتعرف على مولدات الضد التي تقدمها النسج المتضررة و/أو العوامل المعدية المسببة للالتهاب.
تسبب إعادة الترتيب هذه استجابة اللمفاويات البائية لمولدات الضد الشاذة لتأخذ خصائص الخلايا البائية الهامشية وتتكاثر بإفراط، ونتيجة ذلك تكتسب هذه الخلايا شذوذات صبغية وطفرات جينية و/أو جينات مختلة التنظيم تساهم في تحولها للخباثة تدريجيًا.